# 滾動阻力
滚动阻力是一物体（例如球、輪胎或輪）在另一物体表面滚动時，所受到的阻力。主要是因為滚动体及其所在的滚动面或其他物体的接触面受压產生塑性变形所造成，也就是指在接觸壓力消失後，部份滚动体或滚动面形變的能量耗散，沒有轉換為動能。滚动阻力可分為兩種：分別是遲滯損失，滚动体或滚动面（例如沙地）的塑性变形。若滚动体和滚动面之間滑動，也會有能量的損失。有些研究者認為這應當一併考慮到滾動阻力中，但也有研究者認為應當稱為「滑動損失」（slip loss）或「滑動阻力」（slip resistance）。另外，只有滑動損失和摩擦力有關，其他和摩擦力無關，有些文獻將滾動阻力稱為滾動摩擦，但「滾動摩擦」其實不是準確的名稱。
滾動阻力和滑動摩擦類似，可以表示為一個係數和正向力的乘積。滾動阻力係數一般會比滑動摩擦係數要小。
有輪子的载具在沒有動力時，因為滾動阻力（也包括軸承的滾動阻力）會慢慢的減速，最後停止。但在鐵路軌道上，有鋼製胎的鐵路列車，無動力行駛的距離會比相同重量，橡膠輪胎，行駛在道路上的公共汽車更遠。前者的滾動阻力係數較後者低。會影響滾動阻力的因素包括有輪子的變形程度、路面的變形程度。其他的影響因素有輪徑、輪上負載、表面粘性、 滑動、接觸表面相對的微滑動。因為遲滯現象產生的損失也和輪子和路面的材料特性有關。例如輪胎在柏油路上的滾動阻力比火車鋼輪在鐵軌上的滾動阻力要小。路面上的沙也比混凝土的滾動阻力要大。滾動阻力和速度無關。

## 主要原因
充氣輪胎滾動阻力主要是因為遲滯現象：

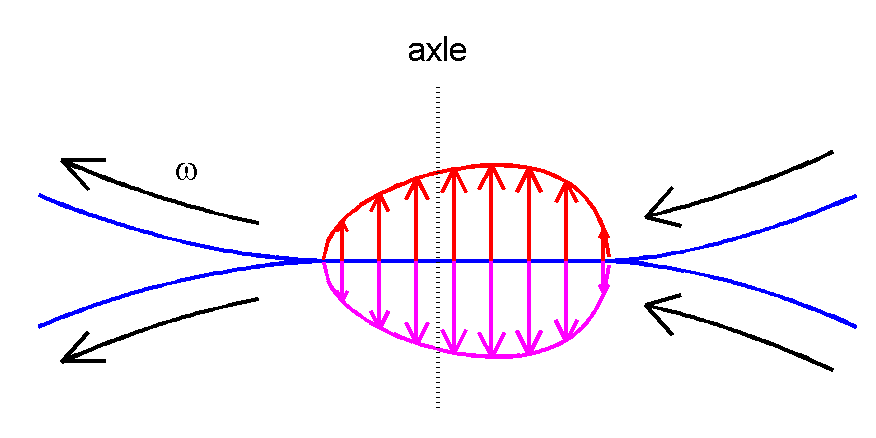
滾動圓柱（往右邊滾動）之間因為黏彈性物質產生的非對稱壓力分佈

可變形材料的一個特徵是變形的能量比復原的能量要大。輪胎中的橡膠會有遲滯現象，當輪子負荷著車子的重量滾動時，輪子的各部份會反覆的變形和復原，其遲滯能量會以熱的形式散失。遲滯是滾動阻力能量損失的主要原因，和橡膠的黏弹性有關:— National Academy of Sciences
主要原理可以由滾動圓柱的圖上看出。若二個大小相同的圓柱因壓力貼在一起，其接觸平面會是平的。在沒有表面摩擦力的情形下，接觸應力是正向的（和平面垂直）。考慮一個物體從右側進入接觸平面，延著接觸路徑行進，最後從左邊離開。一開始其垂直變形量會增加，但增加量會因為遲滯現象而變的比較小，會產生額外的壓力讓這二個表面不會互相干涉，之後來垂直變形量會減少，這也會遲滯現象而受到影響。此例中，遲滯現象減少了讓這二個圓柱分開所需要的壓力。
所合成的壓力分佈是非對稱的，右邊會比較多。圖中壓力合成的作用線不會通過圓柱的中心，會產生力矩抵擋滾動運動。
有些材大（例如橡皮）的遲滯現象較大，反彈比較慢，其滾動阻力會比遲滯現象小的材料（例如石頭或二氧化硅）要大，而遲滯現象小的材料其反彈比較快，反彈後也比較容易恢復原狀。低滾動阻力胎中就會在其胎面膠中用二氧化矽代替碳黑，降低低頻遲滯，但不影響車輪的牽引力。鐵路因為其路面結構，也可能會有遲滯現象。

## 定義
廣義的「滾動阻力」是指針對車輛的單位重量，需出力使車輛維持低速前進的力，其中的風阻省略，車輛的引擎和剎車都沒有啟動。換句話，若沒有出力使車輛維持定速，車輛會惰行慢慢停止。這個廣義的定義包括軌承阻力、路面和車輛因為振動所散失的能量，以及輪子在路面（或鐵軌）上的滑動。
但更廣義的「滾動阻力」包括因為力矩產生滑動，所帶來的能量損耗。在滑動時，車輪切線速度比車輛速度要快。因為功等於力乘以速度，車輪速度變快，所需要的功率也對應的變大。
火車上的純「滾動阻力」是指在車輪和鐵軌接觸的位置，因為形變以及少許滑動而造成的阻力。針對橡皮胎，也會有類似的能量損失，是出現在整個車輪上，不過仍稱為「滾動阻力」。廣義的「滾動阻力」還包括軸承的阻力、因為路面（以及下方土地）振動造成的損失、車輛本身振動造成的損失，以及車輪和路面／鐵軌接觸點的滑動。軌道車輛的教科書中會將這些損失都加總，但不會像此條目所作的，都一併稱為（廣義的）「滾動阻力」。軌道車輛的教科書還會加上風阻，一併稱為火車基本阻力。
廣義的「滾動阻力」會是純滾動阻力的幾倍，因此不同資料上的「滾動阻力」可能會因為定義不同，而有很大的差異。火車在行駛時，引擎需要提供能量來克服廣義的「滾動阻力」。
輪胎的滾動阻力定義為使輪胎前進單位距離所需要的力。也稱為滾動摩擦。車輛前進的過程中，會受到和前進方向相反的力，滾動阻力即為其中之一。滾動阻力主要的原因是因為在輪胎轉動，並且和地面接觸時，輪胎所產生的形變。
若是在高速公路上的車輛，能量還會透過行駛時造成的路面振動、車輛本身的振動以及輪胎的滑動所消耗。不過除了車輪軸承的摩擦力，以及因為加速而需要的動力之外，其他需要的力幾乎都是純滾動阻力，可能是因為輪胎純滾動阻力的大小是其他阻力的幾倍。

## 滾動阻力係數
滾動阻力係數（rolling resistance coefficient）可以用下式來定義：
{\displaystyle \ F=C_{rr}N}
其中
{\displaystyle F}是滾動阻力
{\displaystyle C_{rr}}是無因次的滾動阻力係數（rolling resistance coefficient）
{\displaystyle N}為正向力，輪子所在滾動的表面所給予的力，方向和表面垂直。
{\displaystyle C_{rr}}相當於是要推動有輪子的車輛往前（在平面上以定速前進，沒有空氣阻力）每單位車輛重量需要出的力。假設四個輪胎都相同，且承受相同的重量。若{\displaystyle \ C_{rr}=0.01}，表示針對重一磅的車輛，只需要0.01磅的力即可推動。若是一千磅的車輛，只需要10磅的力即可推動。可以說{\displaystyle C_{rr}}的單位是磅（推力的單位）除以磅（車重的單位），因此{\displaystyle C_{rr}}是無因次量。若乘以100，可以得到在慢的定速下推動車輛，所需施力相對車重的百分比。{\displaystyle C_{rr}}也常乘以1000，相當於每公噸（一千公斤）的車重要花多少公斤重的力去推動，也相當於每一千磅的車重要花多少磅重的力去推動。針對美國的火車，以往會使用lb/ton的單位，因此會是{\displaystyle 2000C_{rr}}。這些都是考慮單位車重下的阻力，因此其實都是「比阻力」（單位重量下的阻力），有時會簡稱為阻力。若是用磅重或是公斤重為力的單位，質量和重量的量值相等，因此可以說{\displaystyle C_{rr}}也是每單位質量下的阻力。SI制會用牛頓/公噸（N/T, N/t）的單位，相當於{\displaystyle 1000gC_{rr}}，是單位質量下的力，其中g是國際標準制的重力加速度（公尺每秒平方）。
以上可以看出阻力和{\displaystyle C_{rr}}成正比，但看不出隨著速度、負載、力矩、表面粗糙度、直徑、輪胎充氣或摩損程度的關係，這些的影響會直接的影響{\displaystyle C_{rr}}。另外，上述的計算中看似滾動阻力和車重成正比，但{\displaystyle C_{rr}}會略為隨車重而變化，因此滾動阻力和車重不是單純的正比關係。

## 測量
在計算滾動阻力上，至少有二種常用的作法。
1. 「滾動阻力係數」（Rolling resistance coefficient）簡稱RRC。這是滾動阻力的值除以車輛載重後的值。國際汽車工程師學會（SAE）有訂定輪胎RRC值的測試方式。測試（SAE J1269和SAE J2452（英语：SAE J2452））多半是針對新輪胎進行測試。新輪胎用這些標準測試的數值約在0.007到0.014。」[6]若是針對自行車，數值約在0.0025到0.005之間[17]。量測係數的方式是在大型滾筒上，也有可能配合功率計在路面上測試，或是進行惰行測試（coast-down test），若是後面兩項，需另外去除風阻的影響，或是在非常低的速度下進行測試。
2. 另一種單位為长度的滾動阻力係數（coefficient of rolling resistance）b，近似於（因為{\displaystyle \cos(\theta )=1}的小角度近似）滾動阻力乘以車輸半径後，除以車輪載重後的值[3]。
3. ISO 18164:2005是歐洲測量滾動阻力的標準。

對一般大眾而言，不太容易取得上述測試的結果，因為製造商比較希望宣傳有關舒適以及性能的資訊。

## 物理公式
一個的剛體輪子在完全彈性的表面上緩慢滾動，不考慮速度的影響時，其滾動阻力係數（rolling resistance coefficient）{\displaystyle \ C_{rr}}如下：
{\displaystyle \ C_{rr}={\sqrt {z/d}}}
其中
{\displaystyle z}是表面的下沉深度
{\displaystyle d}是剛體輪子的直徑
針對礦車的鑄鐵輪子，在鋼軌上行駛的經驗公式如下：
{\displaystyle \ C_{rr}=0.0048(18/D)^{\frac {1}{2}}(100/W)^{\frac {1}{4}}={\frac {0.0643988}{\sqrt[{4}]{WD^{2}}}}}
where
{\displaystyle D}是輪子的直徑，單位為英寸
{\displaystyle W}是輪子的載重，單位為磅力。
除了使用{\displaystyle \ C_{rr}}外，也可以使用{\displaystyle \ b}作為滾動阻力係數（coefficient of rolling friction），但其量綱為長度。其定義如下：
{\displaystyle \ F={\frac {Nb}{r}}}
其中
{\displaystyle F}是滾動阻力
{\displaystyle r}是輪子的半徑
{\displaystyle b}是因次為長度的滾動阻力係數
{\displaystyle N}是表面所提供的正向力。
在上式中，阻力和半徑r成反比，是源自不正確的「庫侖定律」（不是庫侖平方反比定律，也不是庫侖摩擦力定律（可以參考和輪徑的關係）。配合滾動阻力係數（rolling resistance coefficient）Crr的公式計算，可以求得b = Crr·r。若有參考資料提供無因次的滾動阻力係數Crr，也有輪子的半徑r，就可以計算因次為長度的滾動阻力係數b，將Crr和輪子半徑r相乘即可。

## 滾動阻力係數的例子
以下是一些滾動阻力係數的例子
| Crr              | b      | 說明                                                                          |
| 0.0003 至 0.0004 |        | 火車的鋼輪在鐵軌上行駛（純滾動阻力）                                          |
| 0.0010 至 0.0015 | 0.1 mm | 硬化鋼珠軌承在鋼上滾動                                                        |
| 0.0010 至 0.0024 | 0.5 mm | 火車的鋼輪在鐵軌上行駛。若是客運軌道車，約為0.0020                            |
| 0.0019 至 0.0065 |        | 礦車的鑄鐵輪在鐵軌上行駛                                                      |
| 0.0022 至 0.0050 |        | 量產的自行車胎，胎壓在120 psi（8.3 bar），速度為50 km/h（31 mph），用滾輪量測 |
| 0.0025           |        | 特殊的米其林solar car/eco-marathon用胎                                        |
| 0.0050           |        | 髒的電車軌道（標準）                                                          |
| 0.0045 至 0.0080 |        | 大型卡車（半掛車）車胎                                                        |
| 0.0055           |        | solar car上用的一般BMX自行車車胎                                              |
| 0.0062 至 0.0150 |        | 車胎量測                                                                      |
| 0.0100 至 0.0150 |        | 一般車胎在混凝土路面上行駛                                                    |
| 0.0385 至 0.0730 |        | （十九世紀）土路上的公共馬車。最壞的情形是路上有軟雪的時候                    |
| 0.3000           |        | 一般車胎在沙上行駛                                                            |

舉例來說，1000 kg的車在柏油路面上，要讓車輪滾動的力大約需要100 牛頓（1000 kg × 9.81 m/s2 × 0.01 = 98.1 N）。

## 和輪徑的關係

### 驛馬車和鐵路
依照Dupuit（1837）的研究，外圈包覆著鐵胎的馬車木頭車輪，其滾動阻力約和輪子直徑的平方根成反比。此公式有在鐵軌上用鑄鐵輪子（直徑8至24英寸）實驗確認過，也有用十九世紀的車輪驗證過，不過也有其他針對車輪的實驗，結果和上述的公式不同。若用理論分析圓柱在有彈性的路面滾動，也可以得到和公式相同的結果。這和1785年庫侖用滾動木柱所作的測試結果不同，庫侖的測試結果是滾動阻力和直徑成反比（也會誤稱為「庫侖定律」）。這個錯誤的名稱仍會出現在一些教科書上。

### 充氣輪胎
若是充氣輪胎在硬路面上，在實務常用的車輪直徑範圍內，直徑對滾動阻力的影響幾乎可以忽略。

## 和力矩的關係
為了要抵抗滾動阻力{\displaystyle R_{r}}，並且在路面上維持定速（不考慮風阻）的驅動力矩{\displaystyle T}可以由下式求得：
{\displaystyle T={\frac {V_{s}}{\Omega }}R_{r}}
其中
{\displaystyle V_{s}}是車軸的線速度
{\displaystyle \Omega }是車輪的旋轉速度
特別需要說明的因為是車輪滑動的影響，{\displaystyle V_{s}/\Omega }一般不會等於車輪的半徑。無論輪上有驅動車前進的轉矩，或是剎車轉矩，車輪和地面還是會有速度差的情形。因此，車子的線速度和車輪的圓周速度不同。另外，車子的從動輪因為沒有使車輛前進的傳動力矩，除了剎車以外，不會有速度差。因此，滾動阻力（也稱為遲滯損失）是從動輪上能量耗散的主要原因，不過在驅動輪上，滑動損失和滾動阻力一樣的重要。滑動阻力和滾動阻力的大小會大幅地受到牵引力、摩擦係數、正向力等因素影響。

### 針對各種車輪
車輪的施加力矩可以指從馬達透過傳動系統提供的傳動力矩，或是由煞車（包括再生制動）產生的煞車力矩。這些力矩會額外產生能量的耗損。其原因是因為車輪會有一些對地面的滑動，橡膠胎也會有因為力矩產生的側邊彎曲。滑動的滑差（Slip）定義如下：2%的滑差是指驅動輪的圓周速度會比車輛行駛速度多2%。
小比例的滑差增加會造成比基本滾動阻力大很多的滑動阻力。例如針對充氣胎，5%的滑差會讓阻力變成滾動阻力的三倍。其中部份原因是因為在滑動時所施加的牵引力比滾動阻力大許多倍，因此單位速度需提供的功率也會增加（功率是力和速度的乘積，因此單位速度要提供的功率就是力）。因此因為滑差造成小幅的圓周速度增加，可以帶來大量的牵引功率損失，甚至會大於基本的滾動阻力。若在鐵路上，因為鐵軌的低滾動阻力，其現象會更加嚴重。
在轎車上，若牵引力是最大牵引力的40%，滑動阻力和基本的滾動阻力相同。但若牵引力是最大牵引力的70%，滑動阻力會比基本滾動阻力大十倍。

### 鐵軌車輪
為了在車輪上提供牵引力，車輪上需要有一些滑差。俄國火車要爬坡時，滑差約為1.5%到2.5%。
滑差（slip，也稱為creep）一般大約和牵引力成正比。但若牵引力太大，車輪有嚴重的打滑（比上述的數值大一些），其滑差會隨著牵引力快速變大，不再是線性關係。當施加的牵引力再大一些，車輪會失去控制，而車輪轉更快時，車輪的鐵軌黏著力會下降。這是可以用肉眼觀察到的打滑。至於2%的滑動只能透過儀器來觀測，快速的打滑會產生磨損。

### 充氣胎
充氣胎的滾動阻力會隨施加力矩而大幅增加。大力矩時，在路面上的切線力約為車重的一半，其滾動阻力可能會增加到原來的三倍。有部份原因是因為在約5%的滑差下，滾動阻力和施加力矩的關係已不線性，力矩越大時其增加速度也更快。

## 和輪子負載的關係

### 鐵軌車輪
針對鐵軌車輪，滾動阻力係數{\displaystyle \ C_{rr}}會顯著的隨著輪子負載的增加而減少。例如，空車廂的{\displaystyle \ C_{rr}}會是滿載車廂的2倍（分別是{\displaystyle \ C_{rr}}=0.002和{\displaystyle \ C_{rr}}=0.001）。類似的「規模經濟」也出現在鐵軌礦車的測試上。剛體輪子在彈性路面上滾動的{\displaystyle \ C_{rr}}理論值，會隨負載的平方根反比變化。
若{\displaystyle \ C_{rr}}本身和負載的關係是依平方根反比而變化，則2%的負載增加只會對應1%的滾動阻力增加

### 充氣胎
針對充氣胎，滾動阻力係數{\displaystyle \ C_{rr}}的增減要看輪胎的膨脹程度是否隨負載增加而增加而定。根據文獻，若膨脹壓力隨負載增加，負載增加20%，滾動阻力係數會減少3%，但若膨脹壓力不變，負載增加20%，滾動阻力係數會增加4%。上述是只考慮滾動阻力係數的變化，若是考慮滾動阻力本身，會因為負載增加20%，滾動阻力就會增加20%，但膨脹壓力不變的情形下，滾動阻力會增加24.8%，其中20%是負載的增加，另外的4.8%是因為滾動阻力係數的增加（1.2 x 4%）。

## 和曲率的關係
若車輛（機動車輛或鐵路列車）在曲線上行駛時，其滾動阻力會增加。若曲線不是向心力恰好可以克服離心力的無阻力傾斜轉彎，會在車輛上有無法平衡的側向力。這會造成滾動阻力的上昇。在鐵路上稱為曲線阻力，若針對一般的道路，算是因為轉彎力而產生的滾動阻力。

## 聲音
滾動阻力會產生聲音（振動）的能量，因著摩擦，機械能轉換為振動的能量。其中一個常見的例子是路上車輛的行進，會產生副產物交通噪音。汽車和卡車輪胎產生的噪音（尤其是高速時）主要是因為輪胎胎面受到撞擊，以及輪胎胎面中空氣的受壓縮及減壓。

## 影響輪胎滾動阻力的因素
以下是一些影響輪胎滾動阻力的因素：
- 如序言所述，輪徑、輪上負載、表面粘性、 滑動、接觸表面相對的微滑動。
- 材料：輪胎成份中不同的填充料及聚合物可以減少遲滯，增加抓地力。常見降低滾動阻力的方式是用高價的矽烷來代替輪胎中的碳黑[6]。在高性能橡膠胎中使用像奈米粘土之類的奇異材料已證實可以減少滾動阻力[52]。溶劑也可以讓實心輪胎膨脹，減少滾動阻力[53]。
- 尺寸：滾動阻力和輪胎側壁的彎曲程度，輪胎的接觸面積有關[54]。例如，若壓力相同，較寬的自行車胎（英语：bicycle tire）側壁彎曲程度較小，因此滾動阻力較小（不過空氣阻力較大）[54]。
- 充氣程度：輪胎壓力較低，側壁的彎曲程度較大，阻力也會比較大[54]。側壁的能量守恆會讓阻力增加，也會導致過熱，這可能也是不名譽的福特探险者汽車翻車事故（英语：Firestone_and_Ford_tire_controversy）的原因之一。
- 過度充氣的輪胎（例奴自行車胎），可能會讓輪胎在路面上跳動，因此不會降低總滾動阻力。抓地力會下降，因為轉動速度變化，而且出現滑差，因此總滾動阻力不會下降[來源請求]。
- 側壁形變（Sidewall deflection）不是直接量測滾動阻力的工具。高品質的輪胎及高品質（且比較軟）的輪胎外胎可以讓相同能力損失下，形變量更大[來源請求]。自行車上有高品質輪胎及較軟的輪胎外胎，比較容易使其維持轉動。固特異卡車輪胎部門曾提過，有省油功能的外胎可以在更換數次胎面後仍有省油效果。有省油功能的胎面在胎面摩損後就沒有效果。
- 輸胎胎面（英语：Tire tread）的厚度和形狀也和滾動阻力有很大的關係。胎面越厚，胎面輪廓更清晰，滾動阻力越大[54]。因此最快的自行車車輪只有一點胎面，載重物的卡車在輪胎胎面磨損掉時最省油。
- 若路面是硬的，輪徑在一定範圍內，輪徑的影響可以忽略，可以參考和輪徑的關係。
- 事實上，速度最快的世界紀錄都是由較窄的車輪創下的[來源請求]，可能是因為其高速時的空氣阻力影響，這在一般速度下比較不重要。
- 溫度：不論是實心輪或是充氣胎，溫度上昇時滾動阻力都會下降（溫度要在一定範圍內，因此此效應的溫度有其上限。）[55][56]。若溫度從30 °C上昇到70 °C，滾動阻力會下降20-25%[57]。賽車手會在賽車前加熱輪胎，不過這原意是要增加輪胎的摩擦力，不是要降低滾動阻力。

## 鐵軌上滾動阻力的組成
廣義的滾動阻力是以下幾項的和： 
1. 輪子軸承力矩的損失。
2. 純滾動阻力。
3. 輪子在鐵軌上的滑動.
4. 傳到鐵軌（和地面）的能量損失
5. 車廂振動造成的能量損失

輪子軸承力矩可以用輪子外緣的滾動阻力來計算。火車一般會使用滾動軸承，滾動元件可能是圓柱形（俄羅斯）或錐形（美國）。軸承的滾動阻力和輪子的負重以及車輛速度有關。若軸負重大，速度在中等速度60–80 km/h，滾動阻力最小，Crr為0.00013（軸負重21噸）。若空車廂（軸負重5.5噸），速度為60 km/h時，Crr為0.00020，但若是低速20 km/h時，會上昇到0.00024，而在高速120 km/h時為0.00028。上述和Crr會和其他因素一起影響滾動阻力。

## 外部連結
- Rolling Resistance and Fuel Saving
- temperature vs rolling resistance （页面存档备份，存于）
- Simple roll-down test to measure Crr in cars and bikes
- Rolling Resistance Thresholds